# 甲斐親宣
甲斐親宣（かい ちかのぶ，文明11年（1479年）-天文5年（1536年））是日向高千穂鞍岡的国人。後來成為阿蘇氏家臣。甲斐重綱之子。甲斐親直（宗運）之父。甲斐氏4代當主。
永正10年（1513年），已經繼承菊池氏家督的阿蘇惟長（菊池武經）與其子阿蘇惟前前來與阿蘇惟豐（惟長之弟）爭奪阿蘇大宮司一職，結果惟豐戰敗并逃亡。永正11年（1514年），親宣接納了因此而逃亡的惟豐。永正14年（1517年），甲斐親宣開始擁立阿蘇惟豐并前往肥后國與阿蘇惟長交戰，成功將阿蘇惟長、阿蘇惟前父子趕往薩摩。
此戰過後，甲斐親宣因此成為了阿蘇氏的筆頭家老，獲封艸部岩神城。此外，次子親成也獲封勝山城主、三子親房也擔任岩尾城代。惟丰曾說道：「因為有親宣的存在所以我不用擔心各類問題」。雖然家中仍然有不滿的聲音，但是由於本人的政治、軍事手腕的強悍，而消除了不平和不滿。
大永3年（1523年），阿蘇氏響應大友氏的要求，命令他出征巖神城，菊池武包因此逃往肥前國，并導致菊池氏滅亡。
天文5年（1536年）病死，享年58歲，家臣中村惟冬則感歎到：「因为没有亲宣在場，所以不能进行重要的会议了」。家督由嫡子甲斐宗運繼承。